# Conflitto di Soči
Il conflitto di Soči fu un conflitto di confine fra tre contendenti, i controrivoluzionari bianchi (posizionati nella Repubblica Popolare del Kuban'), la bolscevica Repubblica Sovietica del Kuban'-Mar Nero, e la Repubblica Democratica di Georgia, per avere il controllo della città di Soči sulle rive del Mar Nero e l'adiacente territorio, l'Abcasia.
Il conflitto, considerabile come parte della guerra civile russa, iniziò con una rivolta bolscevica interna all'Abcasia (in territorio georgiano), che con l'intervento degli altri contendenti si estese in una guerra tra il luglio 1918 e il maggio 1919, conclusa con l'istituzione di una frontiera ufficiale tra Russia e Georgia, grazie alla mediazione britannica (i britannici erano installati in Agiaria dall'inizio del 1919).
In alleanza con la Georgia agirono anche forze militari ottomane e tedesche fino alla resa di queste nella prima guerra mondiale in novembre.